# Flávio Alcaraz Gomes
Flávio Alcaraz Gomes (Porto Alegre, 25 de maio de 1927 — Porto Alegre, 5 de abril de 2011) foi um jornalista brasileiro.
Filho de Alcides de Oliveira Gomes e Julieta Alcaraz, formou-se em direito pela Faculdade de Direito da UFRGS em 1949.
Possuiu uma coluna diária no jornal Correio do Povo até 3 de setembro de 2007. Comandou o programa Guerrilheiros da Notícia na Rádio Guaíba e comandou os programas Fórum e Guerrilheiros da Notícia na TV Guaíba até 2007, antes de mudar-se para a TV Pampa, onde apresentava seu programa Guerrilheiros da Notícia.
Como repórter, atuou na Copa do Mundo de 1958, na Copa do Mundo de 1970 (nesta chefiando todas as emissoras de rádio do Brasil que do México transmitiam. Cobriu o  sequestro pelos tupamaros do cônsul do Brasil no Uruguai. Trabalhou também na Guerra do Vietnã e como correspondente no Oriente Médio e Europa.
Nos anos 70, ocorreu um fato lamentável em sua vida, quando Flávio cometeu um homícidio e foi condenado a dez anos de prisão.
Morreu no dia 5 de abril de 2011, em Porto Alegre, devido às complicações de uma pneumonia.

## Carreira
Flávio é um dos maiores nomes do jornalismo do Rio Grande do Sul e do Brasil. Uma das vozes mais ouvidas entre os gaúchos até os dias de hoje, fez coberturas jornalísticas históricas e publicou livros onde narra sua trajetória como repórter e suas vivências.
Seu avô, Joaquim Alcaraz, foi um dos primeiros comandantes do Correio do Povo. Ele montara um estaleiro importante em Porto Alegre, o Estaleiro Alcaraz, cujos altos lucros possibilitaram que emprestasse a Caldas Júnior. o dinheiro necessário para que seu recentemente criado diário não fosse à falência antes de completar uma década.
Joaquim, durante a revolução de 1930 fizera os 3 primeiros tanques de guerra do Brasil, montando-os em cima de tratores. Ele era o encarregado das oficinas do Correio do Povo, comprou a máquina Marinoni—que era a mais moderna rotativa na época (em 1927) --, o que ajudou o jornal a se consagrar como o de maior qualidade do Rio Grande do Sul e um dos melhores do país.
Quando o fundador Caldas Júnior. morreu, seu avô assumiu o comando. A irmã dele, Dolores Alcaraz Caldas, casada com  Caldas Júnior, ficara desamparada, então ele tocou o Correio do Povo e entregou-o engrandecido ao herdeiro, seu jovem sobrinho Breno Caldas. O pai de Flávio e genro de Joaquim, Alcides, também foi um dos diretores, chefiando a publicidade da Folha da Tarde e depois como diretor de circulação do Correio do Povo.
Flávio começou como repórter de polícia do jornal Folha da Tarde, vespertino de Porto Alegre, da Companhia Jornalística Caldas Júnior., dirigida por seu primo, Breno Caldas. Depois de ter concluído o curso de Direito, foi estudar na Sorbonne, em Paris, nos anos de 1950, 51 e 52. Já formado em Direito em 1949, participou de uma excursão da Faculdade a alguns países da Europa, de navio, em terceira classe, por 17 dias, ao lado de imigrantes que voltavam decepcionados com a América do Sul.
Voltou para Porto Alegre e começou a trabalhar no principal jornal do Estado de Rio Grande do Sul e da Companhia Jornalística Caldas Júnior, o Correio do Povo. Em 1957 a Caldas Jr. fundou a Rádio Guaíba e Flávio foi ser seu primeiro diretor comercial. Em 1958 foi cobrir a Copa do Mundo na Suécia. Devido aos relacionamentos que tinha, conseguiu a façanha de montar um circuito exclusivo para o Rio Grande do Sul da PTT-e Post, Telegraph and Telephone, grande organização de comunicações da Europa.

## Correspondente de Guerra
Em maio de 1967 foi ao Vietnam cobrir a guerra, convidado pelo governo americano para visitar o Vietnam do Sul. A caminho do Extremo Oriente, em escala no aeroporto de Roma, viu manchetes dos jornais que diziam que o presidente Nasser, do Egito, ordenou um bloqueio no Golfo de Aqaba. Pelo desenrolar dos acontecimentos, ele teria deduzido que uma guerra entre os países árabes e Israel seria iminente.
Naquela ocasião se encontrava na faixa de Gaza, numa zona mantida pela ONU, uma tropa de 500 soldados oriundos do Rio Grande do Sul, os "boinas azuis", então concluiu que a notícia estava lá. Conseguiu em Roma um visto e se deslocou ao Cairo. Dali mandava 3 matérias diariamente para o Correio do Povo e Folha da Tarde, além de boletins para a Rádio Guaíba. Foi um dos poucos jornalistas que teve perguntas respondidas pelo presidente do Egito, numa entrevista coletiva da qual participaram 350 repórteres.
Cada teve o direito de submeter três perguntas, que poderiam ou não serem escolhidas para serem respondidas. Das mais de mil perguntas foram selecionadas 30. Destas, duas foram de Alcaraz Gomes. O serviço era em inglês e submetido à censura.
Depois disso, mandou um telegrama cifrado para o Correio do Povo dizendo: "Sigo Bom Fim"—que foi interpretado como "sigo para Israel", pois o Bom Fim, bairro de Porto Alegre, é conhecido como residência de grande número de famílias de origem judaica. Pegou um avião até Atenas, fez a triangulação e desembarcou em Tel Aviv. Ali vira que o povo estava em armas.
Alcaraz credenciou-se imediatamente e já no dia seguinte foi para o front de Golan, contratando um fotógrafo que bateu duas fotografias, que foram mandadas para Porto Alegre via radiofoto.
Antes, no Cairo, tinha entrevistado o major Breno Vignolli— que era gaúcho e tinha sido seu companheiro de infância na rua Ernesto Alves, em Porto Alegre. Ele era filho de um ex-chefe de polícia do Rio Grande do Sul, Darci Vignolli. A radiofoto custou US$ 150, uma fortuna na época. Foi a primeira divulgada na imprensa do Brasil.  Elas chegaram na véspera do dia em que a guerra começou, em junho de 1967.
Especialistas no assunto deduziam que Israel seria varrido da terra. Tendo servido no Exército Brasileiro como voluntário e depois de ter observado os dois exércitos—o israelense e o egípcio, ousou escrever em um artigo que a guerra vai sair e Israel irá vencê-la em operação relâmpago.  Foi a manchete da Folha da Tarde que lhe rendeu vários prêmios de jornalismo.
A possibilidade de guerra envolvendo a nação judaica levou na época milhares de jovens aos aeroportos da Europa interessados a lutar por Israel. Com seu testemunho fez com que jovens  estudantes do Rio Grande do Sul após  transmissões via Rádio Guaíba pelo repórter, corressem às bancas todas as tardes para comprar o exemplar da Folha da Tarde que, com fotos e elucidativa matéria sobre a guerra que o repórter publicava. Ainda hoje pessoas que viveram a época dizem que o jornal batia recordes de venda.
Quando voltou a Porto Alegre foi trabalhar em todos os meios da Caldas Jr., atuando como repórter e comentarista dos jornais Correio do Povo e Folha da Tarde e da rádio Guaíba AM.

## Assassinato
Correspondente internacional, escritor de sucesso, diretor de uma das rádios mais importantes de Porto Alegre, empresário bem sucedido. Tudo estava bem com Flávio Alcaraz Gomes. Até que um tiro, de madrugada, provocou a tragédia.
Além de ter acabado com a vida de uma jovem, o tiro na madrugada fulminou tudo o que Flávio Alcaraz Gomes construíra em sua vida. Ao chegar com o carro perto de sua casa, no Morro Santa Tereza, depois de um jantar com a esposa Maria Clara na casa de amigos, Flávio pegou sua espingarda e dirigiu-se à porta do motorista, pois a rua em que morava era escura.
Suspeitara que o carro pudesse ser de algum agente do governo militar, querendo vigiar o jornalista. Ciente da relação privilegiada de seu primo e chefe Breno Caldas com os militares que aplicaram o golpe em 1964, resolveu enfrentar o suposto agente. De arma em punho, colada ao vidro do motorista, forçou-o à baixá-lo. Descobriu que se tratava de um jovem, tendo ao seu lado uma moça, ambos nus, aparentemente recentemente engajados em sexo. Surpreso e nervoso, Flávio ordenou que se retirassem imediatamente da frente de sua casa e fossem procurar um motel.
O jovem abaixou-se para pegar suas calças jeans, mas Flávio, ainda sob a adrenalina da situação, por um segundo achou que ele estaria pegando alguma arma para revidar e, fazendo um movimento brusco com sua espingarda, de cima para baixo, acidentalmente a disparou quando ela batera contra a parte inferior da janela aberta. A jovem morreu na hora, com um tiro à queima-roupa.[carece de fontes?]
A notícia chegou rapidamente à redação do Correio do Povo. Da delegacia de polícia para a qual fora levado, Flávio ligou para o primo, diretor do jornal. Breno, ao contrário de suas expectativas, reagira com fúria, sentindo-se traído, acusando Flávio de ser mimado, cheio de caprichos e consequentemente levado a esporros de violência quando não atendido em seus desejos. Breno considerou seu primo culpado pelo ocorrido e os jornais de sua empresa refletiram seu sentimento.
Todas as notícias sobre o assassinato foram publicadas com evidente teor contra seu ex-empregado (Breno o demitiu na mesma noite em que o crime foi cometido). Mas seu nome aparecia como Flávio Gomes, pois Breno se chamava Breno Alcaraz Caldas e não queria sujar o nome de sua mãe. [carece de fontes?]
Vendo que um dos maiores nomes do jornalismo gaúcho estava desempregado e prestes a ser julgado e condenado à prisão, o antigo colega de empreitadas jornalísticas e comerciais, agora dono do jornal Zero Hora, da Rádio Gaúcha AM e da TV Gaúcha, Maurício Sirotsky, resolveu convidá-lo para escrever uma coluna para o diário e fazer um programa semanal para a rádio — tudo de dentro de sua cela na cadeia. Foi o maior sucesso do final dos anos de 1970.[carece de fontes?]
Depois de sua saída da prisão, Flávio seguiu com suas atividades na agora rebatizada RBS. Mas depois da morte de Maurício e as mudanças efetuadas pelo seu herdeiro, Nelson Sirotsky, Flávio resolveu deixar a empresa. Breno Caldas havia falido e já não era mais dono da Caldas Jr., que também perdera a liderança no mercado de mídia no início dos anos 1980. O novo dono, Renato Bastos Ribeiro, deu à Flávio um programa diário no horário nobre matinal da rádio Guaíba AM,o Flávio Alcaraz Gomes Repórter e um programa diário às 19 horas na TV Guaíba, o Guerrilheiros da Notícia,o qual se tornara famoso na televisão gaúcha.[carece de fontes?]

## Rede Record
Flávio foi fundador da Rádio Guaíba (1961) e depois de trabalhar na RBS voltou à emissora do Grupo Caldas Júnior em 1988, ali trabalhando durante 19 anos. Durante o período, que prolongou-se até meados de 2007, sua carteira profissional năo foi assinada e os pagamentos eram sempre feitos em nome de uma empresa que o radialista - já durante a relaçăo profissional havida - teve que constituir.
O objetivo era reduzir encargos financeiros (FGTS, INSS etc) para a Rádio Guaíba. Quando a Rede Record comprou a empresa, Flávio sentiu-se desprestigiado pelos novos donos por ter tido o horário de seu programa de rádio mudado para as 9 da manhã, ou seja, fora do "horário nobre" matutino. Por isso, Flávio entrou com uma ação na Justiça contra a Record e em seguida transferiu seus programas para a Rádio e TV Pampa.

## Livros
- Diário de um Repórter: 50 anos sem medo[3]
- Eu Vi! Itinerários de um repórter[4]
- Morrer por Israel
- Um Repórter na China
- Transamazônica - A redescoberta do Brasil
- A rebelião dos jovens
- Prisioneiro 39.310